# S.S. Milazzo
Società Sportiva Milazzo là một câu lạc bộ bóng đá Ý, có trụ sở tại Milazzo, Sicily.

## Lịch sử
Câu lạc bộ được thành lập vào năm 1937 và được thành lập lại vào năm 2006 và 2014.

### Từ Promozione đến Lega Pro Seconda Divisione
Sau một thời gian dài ở các bộ phận thấp hơn của bóng đá Ý, Milazzo, nhờ ba lần thăng hạng liên tiếp, đã thi đấu thành công khi tham gia bóng đá chuyên nghiệp bằng cách tham gia Lega Pro Seconda Divisione trong mùa giải 2009-10 sau khi thăng hoa bắt đầu ở Promozione Sicily ở Mùa 2007-08.
Mùa giải đầu tiên trong Lega Pro Seconda Divisione vào năm 2010-11 đã thành công, nhờ thành tích tuyệt vời ở vòng hai, đứng thứ 3 trong bảng xếp hạng. Milazzo đã chơi trong trận playoffs với Avellino, nhưng thua cả hai trận đấu, do đó vẫn ở Lega Pro Seconda Divisione cho mùa giải tới. Trong năm nay, bắt đầu một sự hợp tác với Liverpool FC: trên thực tế hầu hết các cầu thủ đến từ đội trẻ của Liverpool.
Trong mùa thứ hai ở Lega Pro Seconda Divisione Milazzo đã phải đối mặt với sự xuống hạng nhiều lần, nhưng cuối cùng đã trụ hạng. Năm 2013 nó đã bị loại khỏi tất cả các hạng đấu nhưng năm 2014 đã được nhận vào Eccellenza Sicily.

## Màu sắc và huy hiệu
Màu sắc của đội là đỏ và xanh dương.